# 酸 (电子音乐)

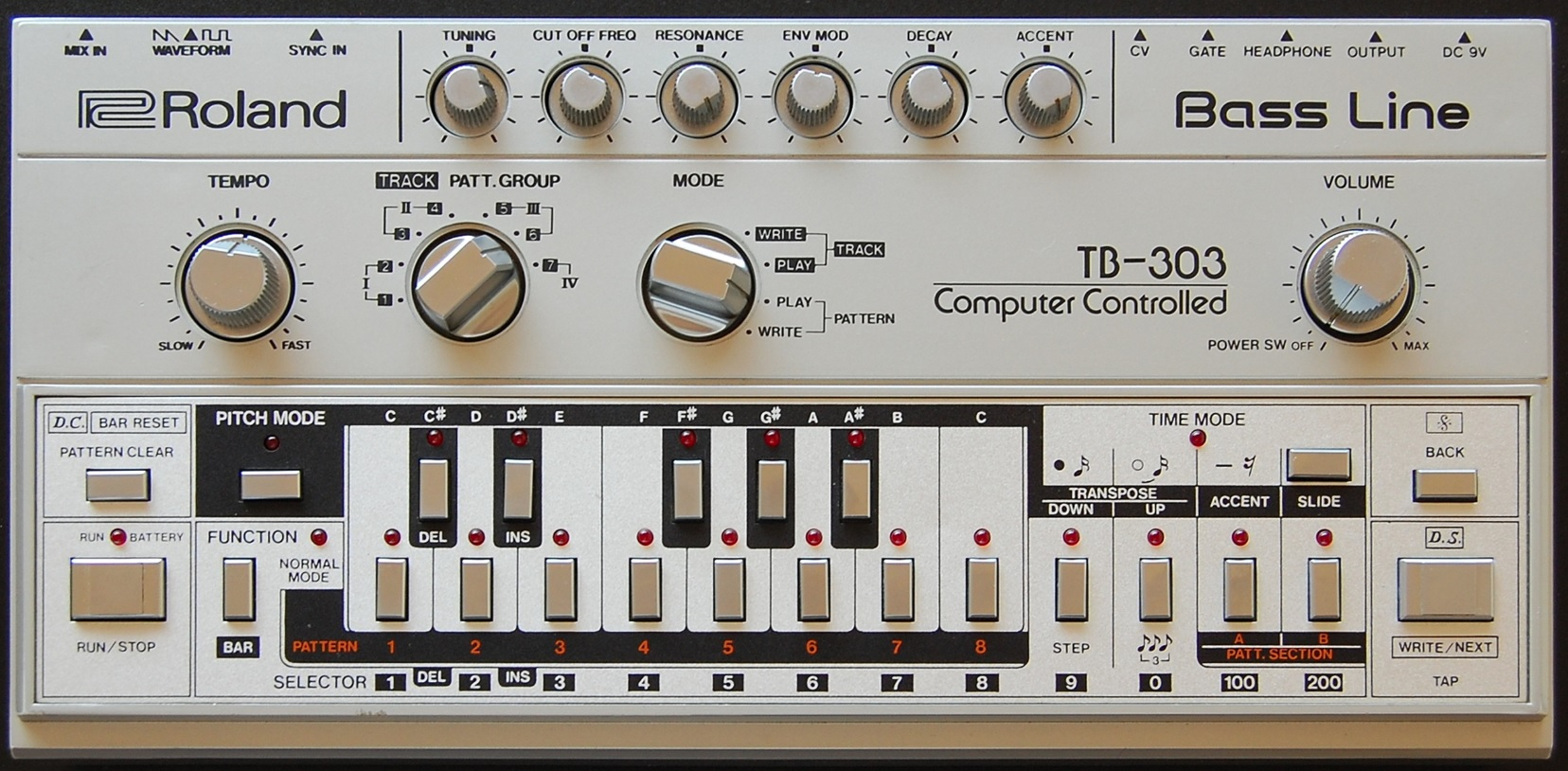
罗兰TB-303低音合成器是酸性音乐中经常听到的压制声的起源

酸是电子音乐风格的总称术语，例如酸浩室、酸出神、酸科技舞曲和酸碎拍（Acid breaks），它们采用了罗兰TB-303合成器的“压制”或“吱吱作响”（squelching）声音。酸性声音在20世纪80年代中期随着芝加哥浩室音乐的兴起而流行，包括Phuture（音译：菲切）等艺术家和特拉克斯唱片等唱片公司。
“酸”这个术语特指罗兰303产生的刺耳的压制声。酸音是通过调高滤波器共振、调低合成器的截止频率参数，以及编程303的重音、滑动和八度参数来实现的。也有人认为“酸”这个术语指的是音乐的迷幻特质，它可能类似于20世纪60年代酸性摇滚的元素。